# パッセリス・モルレンデ
パッセリス・モルレンデ（Paccelis Morlende）ことパッセリス・オクターヴ・モルレンデ（Paccelis Octave Morlende、1981年4月19日 - ）は、フランスのピカルディ地域圏オワーズ県クレイユ出身のバスケットボール選手。現在、リーグ・ナショナル・バスケットボールのHyères Toulon Var Basketに所属している。
ポジションはポイントガード。189cm、85kg。

## 来歴
彼は1998年にJDAディジョンでプロとしてのキャリアをスタートさせた。2003年のNBAドラフト2巡目でフィラデルフィア・セブンティシクサーズに指名されたがドラフト当日、ウィリー・グリーンとのトレードでシアトル・スーパーソニックスが交渉権を獲得したが入団することはなくセリエAのパラカネストロ・トレヴィーゾ、ロゼート・バスケット、リーガACBのCBバリャドリッド、フランスリーグのBCMグラーヴェリン、ロシア・バスケットボール・スーパーリーグのPBCウラル・グレートなどを経て現在フランスリーグのHyères Toulon Var Basketに所属している。。